# Ábalos
Ábalos è un comune spagnolo di 281 abitanti situato nella comunità autonoma di La Rioja.